# Dorfkirche Kühren (Wurzen)

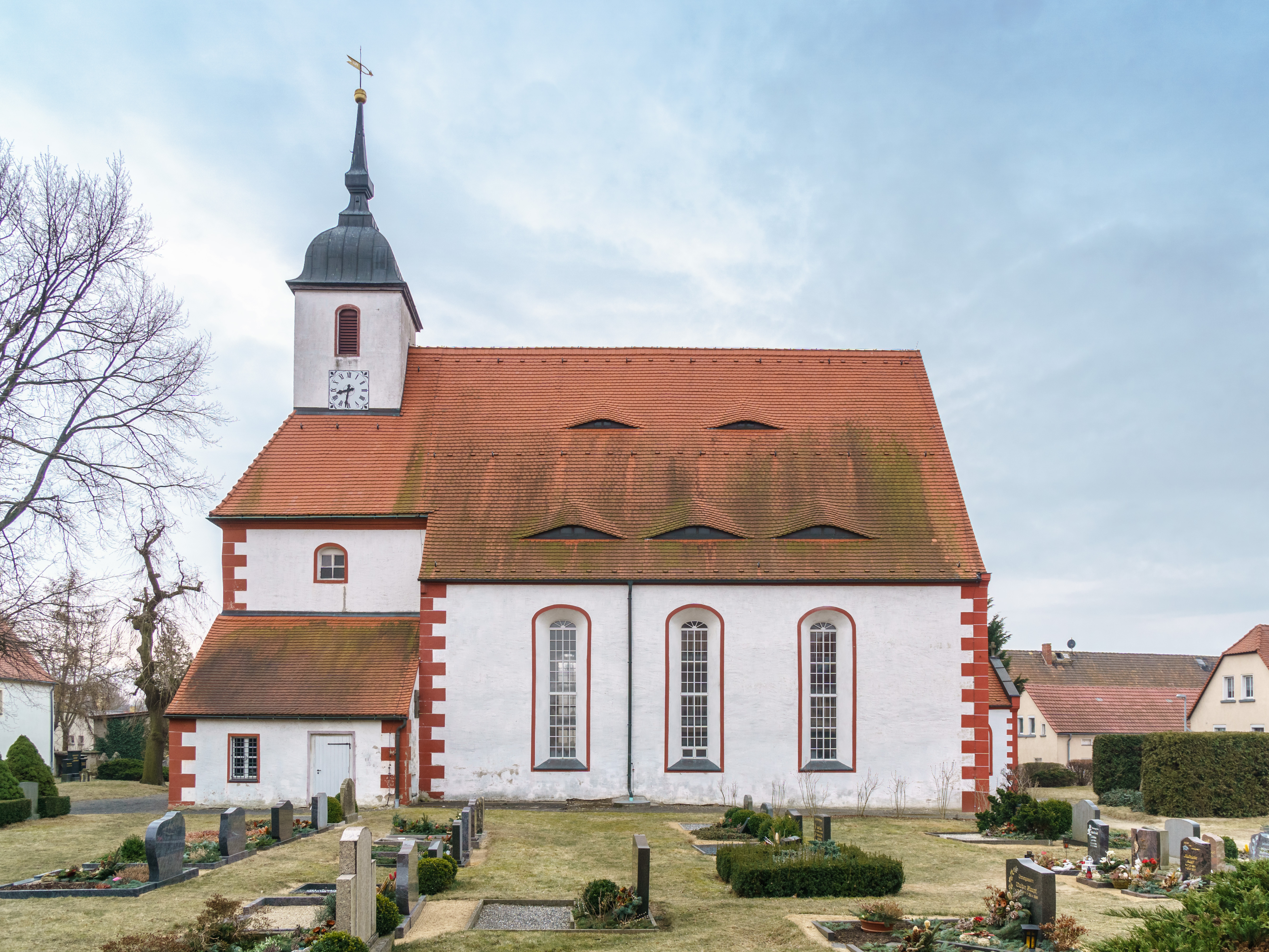
Dorfkirche Kühren

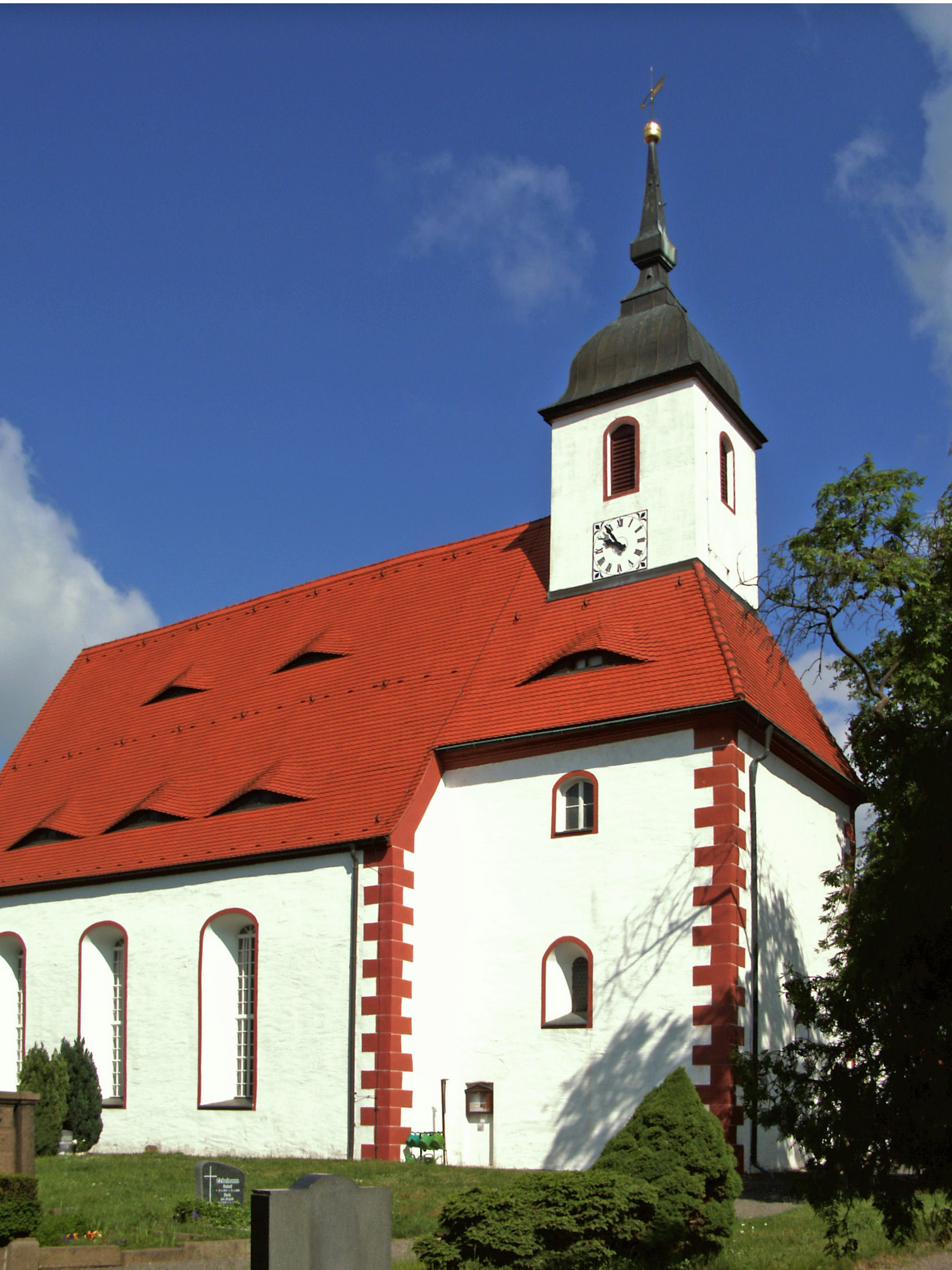
Südostansicht

Die evangelische Dorfkirche Kühren ist eine im Kern romanische Saalkirche im Ortsteil Kühren von Wurzen im Landkreis Leipzig in Sachsen. Sie gehört zur Kirchengemeinde Kühren-Burkartshain im Kirchenbezirk Leipziger Land der Evangelisch-Lutherischen Landeskirche Sachsens.

## Geschichte und Architektur
Nachdem seit 1154 flandrische Bauern angesiedelt wurden, ist die romanische Saalkirche erstmals 1348 urkundlich nachgewiesen. Im Innern zeigt das Bauwerk ungewöhnlich reiche Wandmalereien aus den Jahren 1430–1440, die im Jahr 1952 freigelegt wurden. Der Turmaufsatz über dem Chor wurde 1789 erbaut, die alte Sakristei wurde 1817 abgebrochen und eine neue Sakristei durch Einzug einer Mauer an der Ostseite eingerichtet.
Das Bauwerk ist ein verputzter Bruchsteinbau, dessen Ecken farbig abgesetzt sind; ein eingezogener Chor mit geradem Abschluss schließt sich an; der dachreiterartige Turmaufsatz mit welscher Haube und hoher Spitze akzentuiert das Bauwerk. Der Saal wird von Korbbogenfenstern, der Chor von kleinen Rundbogenfenstern erhellt.

## Malereien
Das flachgedeckte Innere ist geprägt von aufwändigen Wandmalereien; ein runder Triumphbogen führt vom Saal zum Chor. Die einfachen zweigeschossigen Emporen der Nord- und Südseite sowie der Orgelempore im Westen stammen aus dem Jahr 1847.
Der gesamte Chor, der Triumphbogen sowie Teile der Nord- und Südwand sind figürlich und ornamental bemalt, die Malereien sind unmittelbar unter dem Einfluss derjenigen in der Kirche Baalsdorf entstanden. An der unteren Triumphbogenwand findet sich eine Darstellung der Verkündigung an Maria, an der nördlichen Chorwand in drei Registern die vierzehn Nothelfer oben und ein Passionszyklus; an der Ostwand in zwei Registern Christus in der Mandorla, seitlich ein Kirchenmodell sowie vermutlich Patrone und Heilige, darunter die zwölf Apostel; an der Südwand sind (stark restauriert oder unvollendet) in drei Registern nur zwei Szenen erhalten: Pfingsten und sitzende Figuren (wohl eine Marienkrönung). An allen drei Seiten im Sockelbereich ist ein roter Vorhang gemalt. In den Laibungen der Fenster und des Triumphbogens finden sich Rankenmalereien und Weihekreuze. An der Triumphbogenwand zum Saal sind Kreuzigung und Marientod dargestellt, darunter kleine Symbole der Evangelisten in gemalten Zwickeln, an der Nordwand eine monumentale Darstellung des Christophorus. Rankenornamente befanden sich wahrscheinlich an allen Seiten des Saales.

## Ausstattung
Die Orgel ist ein Werk von Albert Hermann Wolfram aus dem Jahr 1850 mit zehn Registern auf einem Manual und Pedal, die aus der wegen des Braunkohlentagebaus abgebrochenen Kirche von Blumroda hierher umgesetzt wurde.